# Assedio della Mirandola (1502)
L'assedio della Mirandola del 1502 fu un conflitto militare che vide coinvolti Giovanni Francesco II Pico della Mirandola contro i fratelli minori Federico e Ludovico, che bombardarono Mirandola per 50 giorni. Sconfitto ed imprigionato, Gianfrancesco fu rilasciato solo con la promessa di cessione dei domini, ritirandosi poi in esilio per otto anni.

## Storia
Nel marzo 1491 Giovanni Francesco II Pico della Mirandola sposò Giovanna Carafa, figlia di Giovanni Tommaso Carafa, conte di Maddaloni, Grazie alla cospicua dote portata dalla moglie, Gianfrancesco riuscì ad acquistare per 30 000 ducati d'oro dallo zio Giovanni Pico della Mirandola buona parte del feudo della Mirandola, inclusi i diritti ereditari, suscitando il risentimento dei fratelli minori Federico e Ludovico. Alla morte del padre Galeotto I Pico nel 1499, Gianfrancesco scacciò i due fratelli minori, che iniziarono a rivolgersi così alle altre Corti per aver sostegno alla restituzione del dominio sulla città di Mirandola.
Le artiglierie estensi partirono da Ferrara l'8 giugno 1502. Gli assedianti si presentarono il 17 giugno 1502 sotto le mura della Mirandola, forti di un esercito di 3 000 soldati, formato grazie all'appoggio di Ercole I d'Este, duca di Ferrara e di Francesco II Gonzaga, marchese di Mantova.
Per 14 giorni le due parti si bombardarono a vicenda, con colpi di mortaio così forti e potenti che si udirono fino a Modena. Ciononostante l'assedio durò per oltre cinquanta giorni, portando a sfinimento la popolazione. Il 28 luglio Ludovico Pico chiese ad Isabella Gonzaga l'invio di altre 100 palle di cannone.
Mentre i viveri iniziavano a scarseggiare e Gianfrancesco si trovava nel Borgonuovo per rifornirsi, all'improvviso gli assedianti lanciarono l'attacco finale, alzando un ponte sulle mura. Gianfrancesco tentò di rientrare al castello dei Pico, saltando su una barca e dirigendosi verso il portone della rocca, ma ormai i fratelli lo avevano preceduto.
Gianfranesco II venne imprigionato e, solo dopo le suppliche della moglie Giovanna Carafa, venne finalmente liberato, ma a patto che se ne andasse dalla Mirandola: il 6 agosto alle ore 21 venne firmata la capitolazione con patto di salvamento delle persone e il successivo 8 agosto i fratelli minori furono acclamati sovrani della Mirandola. Il giorno seguente uscì da Mirandola scortato dai fratelli per un lungo tratto, ritirandosi poi nel castello dei Pio a Novi.

## Conseguenze
Ludovico governò la Mirandola con pugno di ferro: catturò i seguaci di Girolamo Savonarola rifugiati e protetti da Gianfrancesco, mettendo al rogo Pietro Bernardino e giustiziando poi Cristoforo Grisolfi con otto complici accusati di lesa maestà. Ludovico cercò altresì di eliminare il fratello, inviando dei sicari a Roma e che però furono scoperti, imprigionati ed infine graziati dal Papa.
Gianfrancesco II rimase in esilio per otto anni, andando anche a Roma per chiedere l'aiuto del Papa e in Germania dall'imperatore Massimiliano. Rientrò nella città dei Pico solo nel 1511, dopo il celebre assedio della Mirandola di papa Giulio II, rimanendovi però per pochi mesi. Solo dopo l'accordo con Francesca Trivulzio poté rientrare definitivamente nel 1515, per poi finire assassinato nel 1533 dal nipote Galeotto II Pico.